# 애플 북스
애플 북스(영어: Apple Books)는 애플의 전자책 응용 프로그램으로, iOS 단말기에 대응한다. 2010년 1월 27일 아이패드와 함께 발표되었으며 아이폰과 아이팟 터치의 경우 2010년 중순에 iOS 4 업데이트의 일부로서 출시되었다.
2018년 9월 iOS 12, macOS 모하비의 출시와 함께 아이북스(iBooks)는 애플 북스(Apple Books)로 명칭이 변경된다.

## 같이 보기
- 구글 플레이 북